# Laro Herrero
Laro Herrero (Santander, 17 gennaio 1990) è un ex snowboarder spagnolo.

## Biografia
In Coppa del Mondo ha esordito il 13 marzo 2009 a La Molina (52ª).
Nel 2014 ha debuttato ai Giochi olimpici concludendo in trentatreesima posizione sulla pista di snowboardcross di Sochi.
Nel 2018 ha partecipato ai XXIII Giochi olimpici invernali a Pyeongchang venendo eliminato nelle batterie e concludendo in trentottesima posizione nella gara di snowboard cross.

## Palmarès

### Coppa del Mondo
- Miglior piazzamento nella Coppa del Mondo di snowboard cross: 38º nel 2013